# Brigade de Tong
La brigade de Tong, aussi appelée brigade des hauts fleuves de Tong, est une grande unité de l'Armée française en Indochine pendant les années 1930. Centrée autour du camp de Tong (sud-ouest de Sontay), elle est chargée de la défense de l'ouest du Tonkin.

## Historique
La brigade de Tong est créée le 1er juillet 1929. L'état-major de la brigade a son siège à Hanoï, d'abord provisoirement avant que cette installation ne devienne définitive, après déménagement rue Maréchal Joffre (aujourd'hui rue Lý Nam Đế). La brigade a la charge du groupe de subdivisions de Tong, soit l'ouest du Tonkin.
Le 1er mars 1936, la brigade de Tong devient la 3e brigade de la division du Tonkin. Le groupe de subdivisions de Tong est supprimé et rattaché à la subdivision principale d'Hanoï,.

## Composition
- 1er régiment de tirailleurs tonkinois
- 4e régiment de tirailleurs tonkinois
- 4e bataillon du 1er régiment étranger d'infanterie (formant corps)
- 9e bataillon du 1er régiment étranger d'infanterie (formant corps)

En août 1930, les bataillons formant corps de la Légion étrangère du Tonkin sont regroupés dans la demi-brigade de Légion étrangère, devenue 5e régiment étranger d'infanterie le 1er avril 1931. Initialement rattachée à la brigade de Tong, le 5e REI devient indépendant. La brigade devient alors constituée uniquement des deux régiments de tirailleurs tonkinois.

## Commandants
- 1929 - 1931 : général  Cambay[1]
- 1930 - 1933 : général  Bonnet[8]
- 1933 - 1934 : général Ehret[9]
- 1934 - 1936 : général Bourreau[10],[11],[12]